# Tibetan Freedom Concert
Il Tibetan Freedom Concert è il nome dato ad una serie di festival di musica rock tenutisi in Nord America, Europa e Asia tra il 1996 e il 2001 a favore della causa per l'indipendenza del Tibet. I concerti furono organizzati dai Beastie Boys e dal Milarepa Fund. L'idea per dei concerti benefici pro Tibet venne ai membri del gruppo durante il Lollapalooza Tour del 1994.
Il primo concerto fu organizzato nel giugno del 1996 a San Francisco e vide la partecipazione di artisti come: i Red Hot Chili Peppers, Björk, Smashing Pumpkins, Cibo Matto, Rage Against the Machine e i De La Soul. Ad assistere all'evento, durante il quale furono raccolti oltre 800.000 dollari per la causa tibetana, vi furono circa 100.000 persone.

## Milarepa Fund
Il Milarepa Fund fu creato inizialmente per pagare le royalties ai monaci tibetani riguardanti l'album Ill Communication dei Beastie Boys, pubblicato nel 1994. I co-fondatori del Milarepa Fund furono Adam Yauch (membro del gruppo hip hop statunitense) e l'attivista sociale Erin Potts, incontratisi durante un viaggio in Nepal e dove venne ad entrambi l'idea per la fondazione.

## Luoghi, statistiche e musicisti

### San Francisco
Polo Fields, Golden Gate Park - 15 giugno 1996
Circa 100.000 persone presenti
Furono raccolti 800.000 dollari
The Smashing Pumpkins, Chaksam-pa, Beastie Boys, A Tribe Called Quest, Pavement, Cibo Matto, Biz Markie, Richie Havens, John Lee Hooker, Red Hot Chili Peppers, Rage Against the Machine, Sonic Youth, Beck, Foo Fighters, Björk, De La Soul, Fugees, Buddy Guy, The Skatalites, Yōko Ono/Ima.
Presentatori: Chimi Thonden - attivista tibetano, Palden Gyatso - ex prigioniero politico, Shen Tong - attivista cinese, Robert A.F. Thurman - docente di studi buddisti indo-tibetani alla Columbia University.

### New York City
Downing Stadium, Randall's Island - 7 e 8 giugno 1997
Oltre 50.000 persone presenti
Furono raccolti 250.000 dollari
Noel Gallagher, Foo Fighters, U2, Sonic Youth, Biz Markie, Alanis Morissette, Patti Smith, The Jon Spencer Blues Explosion, Radiohead, Yungchen Lhamo, Ben Harper & The Innocent Criminals, A Tribe Called Quest, Beastie Boys, Rancid, Björk, Pavement, Blur, Michael Stipe & Mike Mills, Taj Mahal and Phantom Blues Band, De La Soul, Dadon, Chaksam-pa, Nawang Khechog, The Mighty Mighty Bosstones, Eddie Vedder & Mike McCready, KRS-One, Porno for Pyros, Lee Perry featuring Mad Professor & the Robotiks Band
Presentatori: Palden Gyatso - ex prigioniero politico, Dechen Wangdu - attivista tibetano, Chuck D - Public Enemy, Xiao Qiang - attivista per i diritti umani in Cina, Nane Alehandrez - Barrios Unidos
Da questo concerto fu pubblicata il 4 novembre 1997 una compilation dal titolo: Tibetan Freedom Concert.

### Washington D.C.
Robert F. Kennedy Memorial Stadium - 13 e 14 giugno 1998
Oltre 120.000 persone presenti
Furono raccolti 1,2 milioni di dollari
Beastie Boys, Radiohead, Sean Lennon, Mutabaruka, Money Mark, A Tribe Called Quest, Dave Matthews Band, Sonic Youth, Nawang Khechog, Wyclef Jean, Herbie Hancock and the Headhunters, Buffalo Daughter, R.E.M., KRS-One, The Wallflowers, Blues Traveler, Live, Pearl Jam, Luscious Jackson, Red Hot Chili Peppers, Chaksam-pa, Pulp. Molti artisti, inclusi i Kraftwerk e Beck, non si esibirono a causa di un fulmine che si abbatté sul palco all'inizio dell'esibizione di Herbie Hancock and the Headhunters, durante il primo giorno dell'evento.
Presentatori: Xiao Qiang - attivista per i diritti umani in Cina, Lhadon Tethong - Students for a Free Tibet, Palden Gyatso - ex prigioniero politico, Wei Jingsheng - attivista cinese ed ex prigioniero politico.

### Free Tibet '99
Il 13 giugno del 1999 furono organizzati contemporaneamente una serie di concerti in diverse città del mondo sotto il nome di Free Tibet Concerts. Furono raccolti complessivamente circa 50.000 dollari e i musicisti si esibirono davanti ad un totale di oltre 55.000 persone.
- Alpine Valley Music Theatre, Wisconsin

Run DMC, The Cult, Beastie Boys, Blondie, Tracy Chapman, The Roots, Live, Eddie Vedder, Otis Rush, Cibo Matto, Handsome Boy Modeling School, Rage Against the Machine, Wu-Tang Clan, Chaksam-pa.
Presentatori: Xiao Qiang, Lhadon Tethong e Nawang Pema.
- Rai Parkhal, Amsterdam

Garbage, Blur, Urban Dance Squad, Alanis Morissette, Ben Harper & The Innocent Criminals, Luscious Jackson, NRA, Gang Chenpa, Tibetan Institute of Performing Arts, Joe Strummer and The Mescaleros, Thom Yorke y Jonny Greenwood.
Presentatori: Erin Potts - The Milarepa Fund e Ama Adhe - ex prigioniero politico.
- Tokyo Bay NK Hall, Tokyo

Hi-Standard, Buffalo Daughter, Brahman, Audio Active, Kan Takagi, Scha Dara Parr, Kiyoshirou Imawano, Nawang Khechog.
Presentatori: Alma David - Students for a Free Tibet e Jurme Wangda - Liaison Office of His Holiness the Dalai Lama.
- Sydney Show Grounds, Sydney

Regurgitator, Spiderbait, The Mavis's, The Avalanches, Neil Finn, The Living End, Celibate Rifles, Not From There, Gerling, Jebediah, You Am I, Garpa, Blackalicious, Eskimo Joe, Trans Am.
Presentatori: Lobsang Lungtok - ex prigioniero politico, Jo Shaw - Students for a Free Tibet, Australia, Dorji Dolma - Australia Tibet Council.

### Tokyo
Tokyo Bay NK Hall, Tokyo - 13 maggio 2001
Oltre 6.000 persone presenti.
Thee Michelle Gun Elephant, Brahman, UA, Chaksam-pa, Boom Boom Satellites, Buffalo Daughter.
Presentatori: Palden Gyatso - ex prigioniero politico, Zatul Rinpoche - Liaison Office of His Holiness the Dalai Lama, Adam Yauch - Beastie Boys, Tomoko Tahara - The Milarepa Fund.

### Taipei
Stadium of Songshan Tobacco Factory - 20 aprile 2003
Oltre 8.000 persone presenti.
Beastie Boys, LMF, Tizzy Bac, Nawang Khechog, Bobby Chen.
Presentatori: Tsegyam Ngaba - Taipei Office of His Holiness the Dalai Lama, Adam Yauch - Beastie Boys, Hsiao Bi-khim - Taiwan Tibet Exchange Foundation, Freddy Lim - Chthonic.

## L'incidente di Washington
Verso le 15:00 del 13 giugno 1998, quando Herbie Hancock era già salito sul palco del RFK Stadium di Washington per esibirsi con la sua band, una tempesta si abbatté sul pubblico e in particolare un fulmine colpì una ragazza, Lysa Selfon. La giovane fu subito portata all'ospedale locale e con lei altre 12 persone rimaste ferite più o meno gravemente. La Selfon fu quella che riportò le ustioni più gravi e numerosi furono i musicisti che andarono a trovarla in ospedale. Le ustioni più profonde erano sul petto. Fu infatti il ferretto del suo reggiseno ad attrarre il fulmine e probabilmente a causare l'arresto cardiaco che ne conseguì. R.E.M., Red Hot Chilli Peppers e Radiohead si sarebbero dovuti esibire quel giorno, ma tornarono sul palco l'indomani.